# 효화태후
효화황태후 왕씨(孝和皇太后 王氏, 만력 10년(1582년) ~ 만력 47년 3월 23일(1619년 5월 6일))는 태창제의 후궁이자 천계제의 생모이다. 순천부 출신이며, 아버지는 왕월(王鉞)이다.
만력제 때, 주상락이 태자가 된 이후부터 후궁으로 간택되었다. 만력 32년(1604년), 태자의 장자인 주유교(朱由校)가 태어난 후, 왕씨는 재인(才人)으로 진봉하였다. 만력 47년 3월(1619년), 재인 왕씨는 서거한다.
재인 왕씨의 사후에 천계제가 즉위한 이후에, 왕씨는 황태후로 추존이 되면서 시호를 효화공헌온목휘자해천국성황태후(孝和恭獻溫穆徽慈諧天鞠聖皇太后)로 올렸다. 능묘는 경릉(慶陵)이며, 신주는 봉선전(奉先殿)에 모셔졌다.